# لورانس ليبتون
لورانس ليبتون (بالإنجليزية: Lawrence Lipton)‏ هو كاتب وصحفي ومؤلف وشاعر أمريكي، ولد في 10 أكتوبر 1898 في وودج في بولندا، وتوفي في 9 يوليو 1975 في لوس أنجلوس في الولايات المتحدة.